# Anselmo Suárez y Romero
Anselmo Suárez y Romero (La Habana, 1818 - La Habana, 1878) fue un reconocido escritor y novelista cubano, autor de la primera novela en español sobre la esclavitud en las Américas: Francisco. El Ingenio o las delicias del campo (terminada en 1839, no fue publicada hasta 1880). Estaba basada en gran parte en la Autobiografía de un Esclavo de Juan Francisco Manzano, la primera autobiografía escrita en español por un esclavo (cuya primera parte fue traducida al inglés y publicada en Londres en 1840).
En los años 1830 Anselmo Suárez y Romero formó parte de un grupo contrario a la trata de negros que estaba integrado por jóvenes acomodados cubanos encabezados por el erudito de origen dominicano Domingo del Monte. El grupo, denominado por el historiador español José Antonio Piqueras la «generación de 1834», tuvo que actuar de forma discreta debido al apoyo generalizado al comercio de esclavos por parte de los hacendados cubanos, respaldados por el capitán general Miguel Tacón y Rosique. Los miembros del grupo de Del Monte mantuvieron contactos periódicos con el cónsul británico en La Habana, teniendo muy presente que el Reino Unido acababa de aprobar la abolición de la esclavitud en sus colonias de las Antillas ―aunque no llegaron a pedir directamente su abolición en Cuba por temor al desorden que provocaría―. En este contexto Del Monte anima Suárez y Romero a que escriba una novela antiesclavista. Así nace en 1839 el folletón titulado Francisco. El Ingenio o las delicias del campo, aunque no se publicaría hasta 1880. La novela se basaba en gran parte en la autobiografía del esclavo Juan Francisco Manzano, poeta autodidacta, a quien Del Monte había alentado a escribirla tras comprar su libertad, y cuya primera parte fue traducida al inglés por el cónsul británico y publicada en Londres en 1840.